# Tomás Villén Roldán
 (août 2025).
Tomás Villén Roldán, alias Cencerro, né à Castillo de Locubín, Jaén, le 7 mars 1903, mort à Valdepeñas de Jaén, le 17 juillet 1947, est un guérillero espagnol qui a combattu contre la dictature franquiste.
Très jeune, il s'est affilié à l'UGT où il a occupé plusieurs postes de direction. Il a été président de la Maison du Village, membre du Frente Popular et conseiller municipal de Castillo de Locubín pour le Parti Communiste à partir du 10 octobre 1921, mais a bientôt dû renoncer à ce mandat pour rejoindre l'armée, où il a été affecté au 302e Bataillon de la 76e Brigade du Cuerpo de Tren. Après le coup d'Etat du Général Casado du 5 mars 1939, il a été arrêté avec d'autres cadres communistes et conduit le 15 mars à la prison militaire de Santa Úrsula (Jaén); il en a été libéré quelques heures avant l'entrée des “nationaux” à Jaén. A la fin de la guerre il est parti à Castillo de Locubín où il a été arrêté et conduit à la prison d'Alcalá la Real, d'où il s'est évadé le 17 mars 1940.
Dans la Sierra de Jaén, Tomás Villén Roldán, sous le pseudonyme de Cencerro, a formé une guérilla et un dense réseau de contacts. Ses coups économiques, le bon traitement qu'il accordait aux victimes de ses enlèvements, sa grande mobilité, son habilité à esquiver les embuscades tendues par la Garde civile pour le capturer, sa ténacité dans la constitution clandestine du parti communiste et le grand nombre de contacts et de camarades qui perdirent la vie aux mains de l'Instituto Armado, tout cela a contribué à forger et accroître sa popularité et à le couronner d'un halo de légende. Cencerro est devenu l'un des hommes les plus recherchés de la province jusqu'au 17 juillet 1947 où il est mort à Valdepeñas de Jaén après avoir été dénoncé par un de ses hommes. Dans le spectaculaire assaut militaire monté pour sa capture, et après une dure résistance de deux jours, plusieurs maisons ont été dynamitées et sept personnes ont perdu la vie. Son corps a été exposé publiquement à Castillo de Locubín.

## Dans la fiction
Cencerro est l'un des personnages principaux du roman d'Almudena Grandes Le lecteur de Jules Verne, qui évoque la guérilla dans les montagnes de Jaén et le Triennat de la Terreur, aussi appelé Terreur Blanche.